# Piotr Michalski (łyżwiarz szybki)
Piotr Michalski (ur. 27 lipca 1994 w Sanoku) – polski łyżwiarz szybki, olimpijczyk (Pjongczang 2018 i Pekin 2022).
Reprezentował SKŁ Górnik Sanok, a w 2021 został zawodnikiem AZS-AWF Katowice. W 2020 zaręczył się z Natalią Maliszewską, łyżwiarką szybką specjalizującą się w short tracku i także olimpijką.

## Osiągnięcia
Medale
- Puchar Świata juniorów w łyżwiarstwie szybkim 2013/2014[6]:
  - srebrny medal na 500 m
  - srebrny medal na 1000 m
- Mistrzostwa Polski w Łyżwiarstwie Szybkim na Dystansach 2014:
  - srebrny medal w wyścigu drużynowym
- Mistrzostwa Polski w Łyżwiarstwie Szybkim w Wieloboju Sprinterskim 2014
  - srebrny medal indywidualnie
  - złoty medal drużynowo
- Akademickie Mistrzostwa Świata 2014
  - srebrny medal[7]
- Mistrzostwa Polski w Łyżwiarstwie Szybkim w Wieloboju Sprinterskim 2015:
  - brązowy medal indywidualnie
  - złoty medal drużynowo
- Mistrzostwa Polski w Łyżwiarstwie Szybkim na Dystansach 2016
  - srebrny medal na 500 m
  - srebrny medal na 1000 m
- Mistrzostwa Polski w Łyżwiarstwie Szybkim w Wieloboju Sprinterskim 2016:
  - srebrny medal indywidualnie
- Mistrzostwa Polski w Łyżwiarstwie Szybkim na Dystansach 2017:
  - brązowy medal na 500 m
- Mistrzostwa Polski w Łyżwiarstwie Szybkim w Wieloboju Sprinterskim 2017:
  - brązowy medal indywidualnie[8]
- Mistrzostwa Polski w Łyżwiarstwie Szybkim na Dystansach 2018
  - srebrny medal na 500 m
- Mistrzostwa Polski w Łyżwiarstwie Szybkim w Wieloboju Sprinterskim 2018:
  - złoty medal indywidualnie[9]
- Mistrzostwa Europy w Łyżwiarstwie Szybkim na Dystansach 2018:
  - brązowy medal drużynowo w sprincie[10]
- Mistrzostwa Polski w Łyżwiarstwie Szybkim na Dystansach 2019
  - brązowy medal na 500 m
  - złoty medal na 1000 m
- Mistrzostwa Polski w Łyżwiarstwie Szybkim na Dystansach 2020
  - złoty medal na 500 m
  - złoty medal na 1000 m[11]
- Mistrzostwa Polski w Łyżwiarstwie Szybkim na Dystansach 2021
  - brązowy medal na 500 m
- Mistrzostwa Europy w Łyżwiarstwie Szybkim na Dystansach 2022:
  - złoty medal na 500 m[12]
  - brązowy medal drużynowo w sprincie

Rekordy
- rekord Polski w wieloboju sprinterskim: 138,245 pkt.	(Calgary, 26 lutego 2017)[13]
- rekord Polski w biegu na 500 metrów: 34,235 (5.12.2021)[14]
- rekord Polski w biegu na 1000 metrów: 1:07,848 (5.12.2021)[15]
- rekord Polski w sprincie drużynowym: 1:20,58 (10.12.2016)

Starty (międzynarodowe)
- Puchar Świata juniorów w łyżwiarstwie szybkim 2012/2013
- Polska na Zimowej Uniwersjadzie 2013 (Łyżwiarstwo szybkie na Zimowej Uniwersjadzie 2013)
- Puchar Świata w łyżwiarstwie szybkim 2014/2015
- Puchar Świata w łyżwiarstwie szybkim 2015/2016
- Puchar Świata w łyżwiarstwie szybkim 2016/2017
- Mistrzostwa Europy w Łyżwiarstwie Szybkim w Wieloboju 2017
- Łyżwiarstwo szybkie na Zimowych Igrzyskach Olimpijskich 2018 – 500 m mężczyzn (33. miejsce)
- Łyżwiarstwo szybkie na Zimowych Igrzyskach Olimpijskich 2018 – 1000 m mężczyzn (31. miejsce)
- Mistrzostwa Świata w Łyżwiarstwie Szybkim w Wieloboju Sprinterskim 2018
- Mistrzostwa Europy w Łyżwiarstwie Szybkim 2019
- Puchar Świata w łyżwiarstwie szybkim 2020/2021
- Puchar Świata w łyżwiarstwie szybkim 2021/2022

Wyróżnienia
- Nagroda Burmistrza Miasta Sanoka – dwukrotnie: za rok 2016[16] i za rok 2017[17].